# Ryan Rollins
Ryan Anthony Rollins, né le 3 juillet 2002 à Détroit dans le Michigan, est un joueur américain de basket-ball. Il évolue aux postes de meneur et arrière, et mesure 1,88 m.

## Biographie

### Carrière universitaire
Entre 2020 et 2022, il joue pour les Rockets de Toledo.

### Carrière professionnelle
Lors de la draft 2022, il est choisi en 44e position par les Hawks d'Atlanta pour les Warriors de Golden State.
En juin 2023, il est envoyé du côté des Wizards de Washington avec Jordan Poole en échange de Chris Paul. Rollins est licencié en janvier 2024. Après son licenciement, il est révélé par la presse que Rollins a été arrêté 7 fois pour des vols à l'étalage dans un supermarché entre septembre et novembre 2023 et qu'il doit être entendu par un juge en février 2024,.
En février 2024, Rollins s'engage pour deux ans et pour un two-way contract avec les Bucks de Milwaukee. En mars 2025, son contrat two-way est converti en un contrat standard jusqu'à la fin de saison.

## Statistiques

### Universitaires
Les statistiques de Ryan Rollins en matchs universitaires sont les suivantes :
| Saison    | Équipe   | Matchs | Titul. | Min./m | % Tir | % 3pts | % LF | Rbds/m. | Pass/m. | Int/m. | Ctr/m. | Pts/m. |
| --------- | -------- | ------ | ------ | ------ | ----- | ------ | ---- | ------- | ------- | ------ | ------ | ------ |
| 2020-2021 | Toledo   | 30     | 30     | 30,2   | 43,1  | 32,3   | 78,6 | 5,20    | 2,50    | 1,10   | 0,10   | 13,70  |
| 2021-2022 | Toledo   | 34     | 34     | 32,7   | 46,8  | 31,1   | 80,2 | 6,00    | 3,60    | 1,70   | 0,30   | 18,90  |
| Carrière  | Carrière | 64     | 64     | 31,5   | 45,3  | 31,7   | 79,6 | 5,60    | 3,10    | 1,40   | 0,20   | 16,40  |

## Palmarès
- First-team All-MAC (2022)
- MAC Freshman of the Year (2021)
- MAC All-Freshman Team (2021)

## Records sur une rencontre en NBA
Les records personnels de Ryan Rollins en NBA sont les suivants, :
| Type de statistique        | Saison régulière | Saison régulière   | Saison régulière |
| Type de statistique        | Record           | Adversaire         | Date             |
| -------------------------- | ---------------- | ------------------ | ---------------- |
| Points                     | 23               | Suns de Phoenix    | 1er avril 2025   |
| Paniers marqués            | 8                | 2 fois             | 2 fois           |
| Paniers tentés             | 12               | 3 fois             | 3 fois           |
| Paniers à 3 points réussis | 5                | Suns de Phoenix    | 1er avril 2025   |
| Paniers à 3 points tentés  | 7                | 3 fois             | 3 fois           |
| Lancers francs réussis     | 7                | Celtics de Boston  | 30 octobre 2023  |
| Lancers francs tentés      | 8                | Celtics de Boston  | 30 octobre 2023  |
| Rebonds offensifs          | 2                | 3 fois             | 3 fois           |
| Rebonds défensifs          | 7                | @ Bulls de Chicago | 28 décembre 2024 |
| Rebonds totaux             | 7                | @ Bulls de Chicago | 28 décembre 2024 |
| Passes décisives           | 5                | 2 fois             | 2 fois           |
| Interceptions              | 5                | Raptors de Toronto | 12 novembre 2024 |
| Contres                    | 3                | Celtics de Boston  | 10 novembre 2024 |
| Balles perdues             | 5                | 2 fois             | 2 fois           |
| Minutes jouées             | 24               | Knicks de New York | 28 mars 2025     |

- Double-double : 0
- Triple-double : 0

Dernière mise à jour : 1er avril 2025